# Родниковый (Красноярский край)
Родниковый — поселок в Сухобузимском районе Красноярского края. Входит в состав Миндерлинского сельсовета.

## История
В 1976 году Указом Президиума ВС РСФСР поселок подхоза «Удачный» переименован в Родниковый.

## Население
| 2010 |
| ---- |
| 62   |